# Adrian Vasilescu
Adrian Vasilescu (n. 23 martie 1936, Fălești) este un economist și jurnalist român, care îndeplinește funcția de consilier al guvernatorului BNR, Mugur Isărescu.

## Biografie
A absolvit studii universitare în domeniul economic, după care și-a continuat specializarea și a obținut atestate profesionale în domeniul economiei, dreptului și jurnalisticii.
În anul 1962 a debutat în jurnalistică la "Scânteia tineretului", lucrând timp de peste 40 ani pentru numeroase ziare, reviste, posturi de radio și televiziune. În paralel cu activitatea publicistică, până în 1996 a fost profesor asociat la Academia de Studii Economice și la Școala Superioară de Jurnalistică.
Începând din anul 1996, Adrian Vasilescu și-a dedicat activitatea domeniului bancar, devenind coordonatorul strategiei de comunicare a Băncii Naționale a României. În anul 2000, a fost principalul consilier al premierului Mugur Isărescu.
În decembrie 2000, revine la Banca Națională, împreună cu Mugur Isărescu, de asemenea în calitate de consilier și purtător de cuvânt al guvernatorului BNR. El este coordonatorul colecției „Fascinația economiei“, care apare sub patronajul Editurii Minerva.

## Cărți publicate
- Cum să mușcăm azi din pâinea zilei de mâine (Ed. Minerva, 2006)